# David Tanner (aviron)
Cet article concerne le rameur. Pour le coureur cycliste, voir David Tanner (cyclisme).
Pour les articles homonymes, voir Tanner.
David Tanner né le 29 décembre 1947 à Londres est un rameur et entraîneur d'aviron britannique.

## Biographie
Il a étudié à Abingdon School (en). Dans les années 1970, il a été l'entraîneur du quatre de pointe britannique. Il a mené le bateau à la médaille de bronze lors des Jeux de Moscou.
Il est le directeur de la performance de la Fédération britannique d'aviron depuis 1996. Sous sa direction, l'équipe britannique d'aviron a remporté trois médailles lors des Jeux olympiques de Sydney, 4 médailles à Athènes, 6 médailles à Pékin et 9 médailles à Londres. Il annonce qu'il quittera son poste en février 2018 après 21 années.
Il fait partie du conseil d'administration du English Institute of Sport (en).